# Ciencia en la Edad Antigua

Medición de la Tierra por Eratóstenes (240 a. C.) Los científicos alejandrinos cartografiaron los cielos y la Tierra con esferas celestes y terrestres. Pues se dice que el primer globo terráqueo fue construido por Crates de Malos. En cuanto al primer mapa1995 (quizá el de Anaximandro de Mileto, ca. 550 a. C.), es fama que durante la revuelta de Jonia (499 a. C.), Hecateo de Mileto mostró uno para demostrar la inmensidad de Persia en relación con las ciudades griegas. También se dice que cuando los jonios pidieron ayuda a las ciudades de Grecia continental les mostraron su situación en relación con cada una de las partes en conflicto en un mapa. Hiparco de Nicea, en sus Explicaciones de los fenómenos de Arato y Eudoxo (129 a. C.) incluyó un catálogo de más de mil estrellas y otros datos astronómicos. No se ha conservado, pero se especula que se utilizó para la confección del Atlas Farnese.

La ciencia en la Edad Antigua documenta el desarrollo de la ciencia, la técnica y la tecnología en la Edad Antigua. Comienza con la invención de la escritura y el fin de la prehistoria, y concluye con la caída del Imperio romano de Occidente.
Que la ciencia esté sujeta a evolución o sea susceptible de progreso es una idea ajena a las épocas históricas anteriores a la Edad Moderna (polémica de los antiguos y los modernos, 1688-1704) y nuestra percepción del «atraso» científico relativo a una época, un lugar o una rama del saber con respecto a otra proviene específicamente del positivismo de Auguste Comte, para quien hay «tres estadios teoréticos diferentes: el teológico o estadio ficticio; el metafísico o estadio abstracto; y por último, el científico o positivo» (Curso de filosofía positiva, 1830-1842). No habría ciencia, desde esa definición, antes de la revolución científica del siglo XVII. No hay términos universalmente aceptados para calificar a la forma de conocimiento del hombre prehistórico (que representaba artísticamente su visión del mundo —arte paleolítico— e incluso ha dejado algunas muestras de cómputos numéricos, como el hueso de Ishango); las producciones intelectuales, muy sofisticadas, de las primeras civilizaciones (para las que se han propuesto las expresiones «pensamiento pre-filosófico» o «mitopoeico»); la ciencia griega (cultura griega), que fue esencialmente un ejercicio teórico que no se sometía al método experimental, y que no se implicaba en la esfera de la producción (el modo de producción esclavista no demandaba innovaciones tecnológicas); o la ciencia romana (cultura romana), continuadora intelectual de la helenística (cultura helenística) en una civilización de inclinación marcadamente pragmática, donde sobresalió una notable ingeniería.
El De divinatione de Cicerón (44 a. C.), que rechaza la astrología y otras técnicas supuestamente adivinatorias, es una rica fuente histórica para conocer la concepción de la cientificidad en la antigüedad romana clásica.

## Oriente

### Oriente Próximo

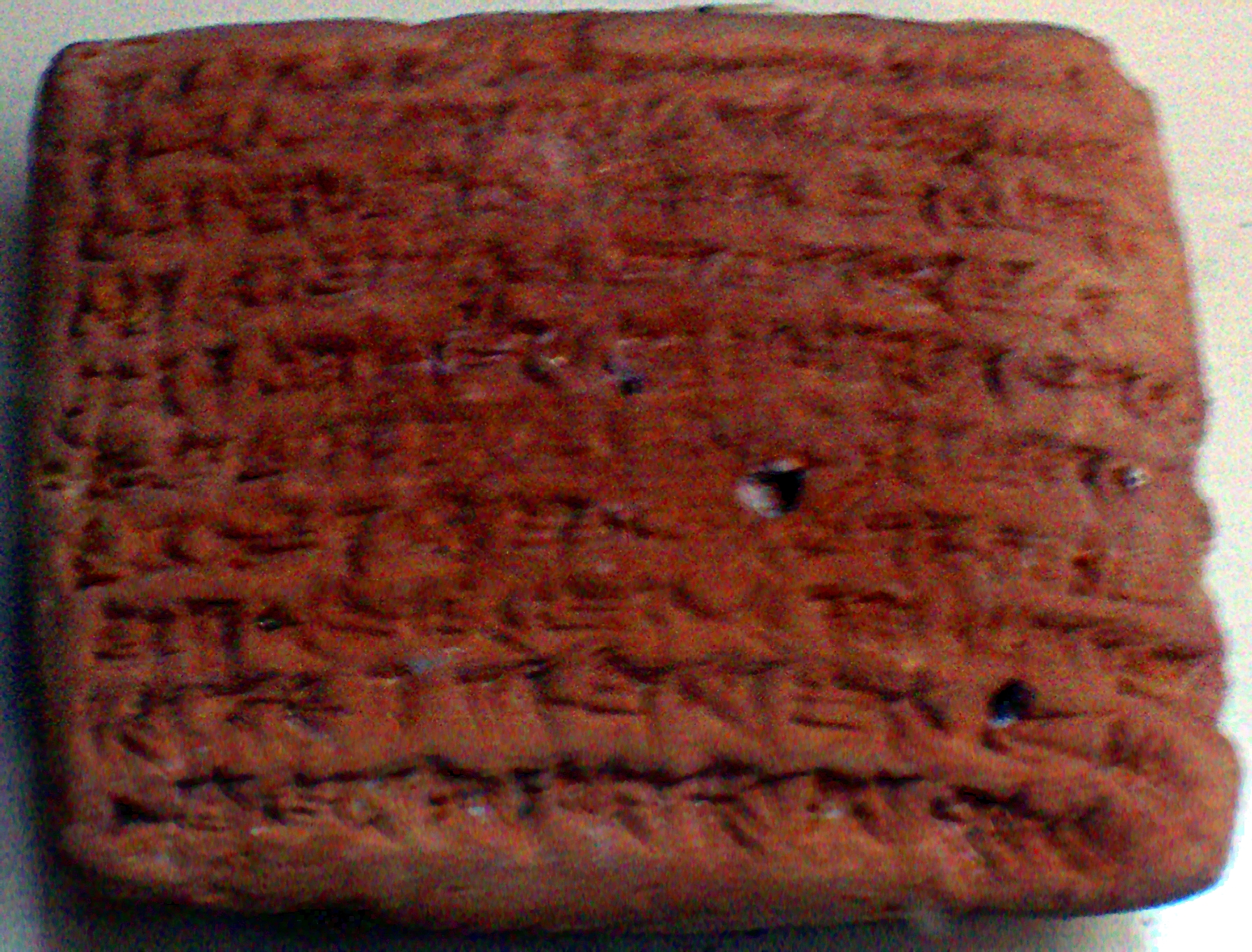
Tabla de arcilla mesopotámica, fechada en el año 492 a. C. que recogía información astronómica.

A partir de sus principios en Sumeria (actualmente en Irak) alrededor del 3500 a. C., en Mesopotamia, los pueblos del norte comenzaron a intentar registrar la observación del mundo con datos cuantitativos y numéricos sumamente cuidados. Pero sus observaciones y medidas aparentemente fueron tomadas con otros propósitos más que la ley científica. Un caso concreto es el del teorema de Pitágoras, que fue registrado, aparentemente en el siglo XVIII a. C.: la tabla mesopotámica Plimpton 322 registra un número de trillizos pitagóricos (3,4,5) (5,12,13)...., datado en el 1900 a. C., posiblemente milenios antes de Pitágoras, pero no era una formulación abstracta del teorema de Pitágoras.

### Egipto
La ciencia en el Antiguo Egipto gozó de gran prestigio desde tiempo remotos. Es enormemente significativo el alto nivel que desarrolló esta civilización y la amplitud de conocimientos que llegaron a dominar. La tradición refleja que los hombres sabios de la antigua Grecia habían ido aprender a Egipto, en donde existía una ciencia venerable y un elevado nivel de conocimientos científicos, aunque mezclados algunas veces con prácticas mágicas.
Las ciencias en el Antiguo Egipto estaban dominadas por un saber empírico organizado por sacerdotes y registrado por cultos escribas. El conjunto de la población vivía al ritmo de las crecidas del Nilo, destructoras y generadoras de la riqueza del país, que necesitaban de un cálculo preciso para su previsión y la posterior restauración de los terrenos de cultivo tras las crecidas. Para ello los egipcios fueron capaces de idear una matemática práctica, útiles instrumentos de medida, eficaces herramientas y una tecnología que posibilitó organizar y realizar faraónicas obras de canalización y erigir monumentales construcciones.

### China
La historia de la ciencia y la tecnología en China es a la vez larga y rica con muchas contribuciones para la ciencia y para la tecnología. En la Antigüedad, independientemente de los filósofos griegos y de otras civilizaciones, los filósofos chinos hicieron importantes avances en los campos de la ciencia, tecnología, matemática, astronomía y una escritura basada en símbolos. Las primeras observaciones registradas de cometas, eclipses solares y supernovas provienen de China. También se practicaron la medicina china tradicional, acupuntura y medicina herbal.
Entre los primeros inventos chinos se encuentra el ábaco, el «reloj de sombra» y las primeras máquinas voladoras, tales como los cometas y las linternas celestes. Los cuatro grandes inventos de la Antigua China, la brújula, la pólvora, el papel y la impresión, se encuentran entre los avances tecnológicos más importantes, recién conocidos en Europa hacia fines de la Edad Media. En particular, la época de la Dinastía Tang (618-906) fue de gran innovación. Mientras que buena parte del intercambio entre Occidente y China tuvo lugar durante el período de la Dinastía Qing. Las misiones jesuitas en China de los siglos XVI y XVII introdujeron la ciencia, que estaba teniendo su propia revolución, a China. Asimismo, el conocimiento de la tecnología china fue llevado a Europa. Gran parte del estudio occidental sobre la historia de la ciencia en China fue realizado por Joseph Needham.

Como apunta Joseph Needham, [los eruditos clásicos chinos] consideraban el mundo como un flujo de fenómenos concretos merecedores de una observación cuidadosa y de una relación cronológica: sin embargo, no se valían mucho de categorías analíticas. La construcción de un sistema lógico no era su fuerte. ... debemos deducir su sistema desde una confusa clasificación de expresiones registradas, glosas de los clásicos, cartas a amistades y otros documentos dispersos ... eran por educación más compiladores que creadores. Habiendo memorizado largas secuencias de los clásicos y otras historias, construían sus propias obras mediante un extenso trabajo de montaje de frases y pasajes extraídos de aquellas fuentes. A esta citación no acreditada hoy se le denominaría plagio; sin embargo, los escritores chinos antiguos se consideraban a sí mismos preservadores del registro más que sus creadores ... Casi no se utilizaban hipótesis o condiciones teóricas contrarias al hecho; lo mismo ocurría con el razonamiento lógico inductivo o deductivo. [Las escasas formas de generalizar o de expresar conceptos abstractos] dificultaba[n] la introducción de nuevas ideas extranjeras en el lenguaje escrito. En última instancia ello puede haber hecho más difícil el desarrollo de los aspectos teóricos de la ciencia. El problema más conocido con un término ... fue la frase gewu (kewu), utilizada por Zhu Xi y traducida como la investigación de las cosas. Algunos estudiosos modernos pensaron que se refería a un estudio científico de la naturaleza, pero ... el significado real era: la adquisición del conocimiento moral a través del estudio cuidadoso de los clásicos y de la inspección minuciosa de los principios tras la historia y la vida diaria.
John King Fairbank (1996) China: una nueva historia

## Occidente

### Grecia
La ciencia en la Antigua Grecia sentó las bases de la ciencia moderna.
La matemática de los griegos ,que es la base de todo conocimiento científico, fue cultivada por la escuela filosófica que acaudillaba Pitágoras. Destacándose tanto en geometría (recuérdese el famoso teorema de Pitágoras que permite resolver los triángulos rectángulos) como en aritmética, los números y las líneas ocuparon un lugar muy importante en sus especulaciones.
Antes del surgimiento de la medicina como ciencia, los griegos consideraban las enfermedades como un castigo de los dioses. El dios griego de la medicina era Asclepio y Apolo, y en sus templos la gente enferma les ofrecía sacrificios, pasando allí la noche con la esperanza de que al amanecer ya se hubiesen curado.
Muchas de las sustancias que usaban los antiguos egipcios en su farmacopea, fueron exportadas a Grecia y su influencia aumentó tras el establecimiento de una escuela de medicina griega en Alejandría, ciudad fundada por Alejandro Magno en Egipto tras liberarlos de Persia.
Hipócrates, el «padre de la Medicina», estableció su propia escuela de medicina en Cos y creó la Medicina Hipocrática. Una de las características de la medicina hipocrática es la teoría de los cuatro humores, que está relacionada con la teoría de los cuatro elementos (propuesta por Empédocles). También, Hipócrates y algunos contemporáneos acordaron que las enfermedades se encontraban en la sangre, por lo que empezó la práctica de extraer un poco de sangre de los brazos de los pacientes, pero en la mayoría de los casos se les recetaban diferentes hierbas. En todos los casos Hipócrates hablaba de los beneficios del agua (hidroterapia) y de las plantas.
La astronomía fue estudiada por los griegos desde tiempos antiguos. Ésta se suele dividir en dos períodos: Grecia Clásica y Helenística. Recibió importantes influencias de otras civilizaciones de la Antigüedad, y las que ejercieron mayor influencia fueron las provenientes de India y Babilonia. Durante la época helenística y el Imperio romano, muchos astrónomos trabajaron en el estudio de las tradiciones astronómicas clásicas, en la Biblioteca de Alejandría y en el Museion. Los calendarios de los antiguos griegos estaban basados en los ciclos lunares y solares. El calendario helénico incorporó esos ciclos, Un calendario lunisolar basado en ambos ciclos es difícil de aplicar, por lo que muchos astrónomos se dedicaron a la elaboración de un calendario basado en los eclipses.

### Roma
La ciencia en la Antigua Roma no conoció un desarrollo importante en Roma en el campo de la teoría o de la investigación pura, limitándose los autores romanos a recopilar conocimientos anteriores.
El De divinatione de Cicerón (44 a. C.), que rechaza la astrología y otras técnicas supuestamente adivinatorias, es una rica fuente histórica para conocer la concepción de la cientificidad en la antigüedad romana clásica.
Plinio el Viejo (23–79) recopiló en su Naturalis Historia la ciencia en la Antigua Grecia. A pesar de que la ciencia en la Antigua Roma no tuvo el mismo desarrollo que en la cultura helénica, fue una civilización con enormes avances en cuanto a la sistematización y organización del conocimiento clásico.
Los romanos se destacaron en la tecnología aplicada, sobre todo en agricultura, obras públicas y tecnología militar: molinos hidráulicos, sistema de calefacción central y aislamiento contra la humedad de las viviendas; catapultas, ballestas, torres de asalto instaladas sobre ruedas; faros en los puertos y, sobre todo, un sistema de construcción de calzadas, con firme de piedra amalgamada con mortero, bordillos y zanjas de desagüe, que han permitido que aún se conserve gran parte del trazado viario romano. El desarrollo de la ingeniería en instrumentos de alta construcción, como poleas, grúas, molinos, así como el desarrollo del arco en la arquitectura establecen precedentes en la forma de concebir la tecnología y la ciencia aplicada. La organización de las ciudades y el establecimiento de nuevos mecanismos de transporte y comunicación son también parte de sus desarrollos ingenieriles. Destaca el trabajo de Plinio, el viejo como un heredero de la filosofía natural helénica, quien recopila en más de 37 volúmenes y textos diversas observaciones de la filosofía natural en latín. Claudio Ptolomeo en Almagest describe un modelo de movimiento planetario, así como también su obra populariza la idea geocéntrica del universo. El establecimiento del calendario romano basado en los ciclos del sol, así como en su propia mitología son también parte de la herencia científica de Roma.

## Galería

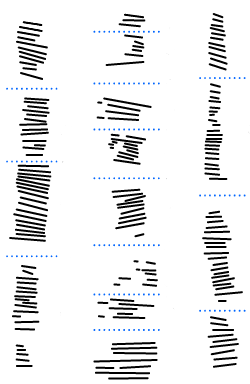
Series de muescas del hueso de Ishango, interpretadas como cómputos numéricos.
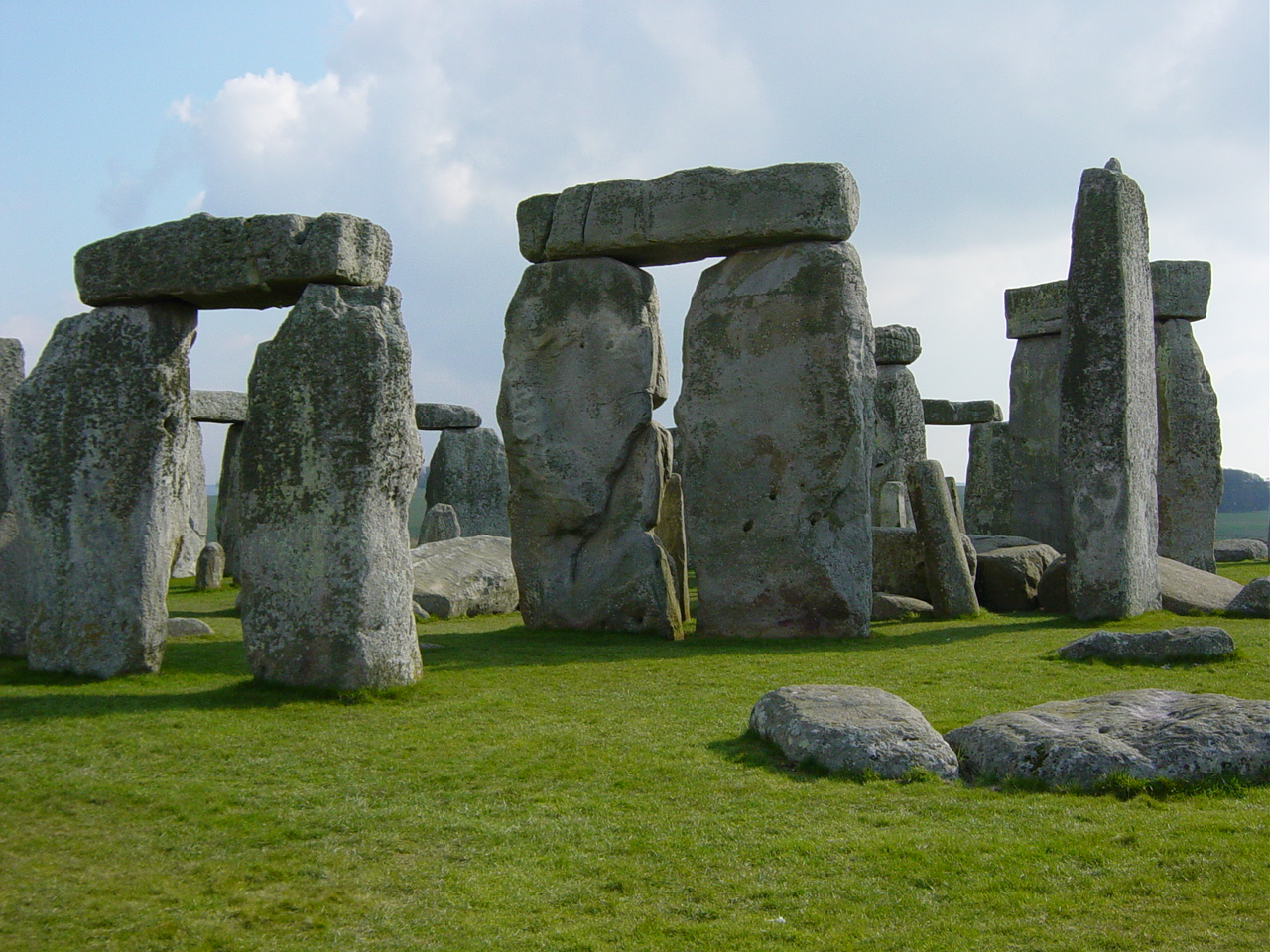
Stonehenge. La orientación arquitectónica de los monumentos megalíticos, como de la mayor parte de las construcciones antiguas, exigía conocimientos astronómicos.
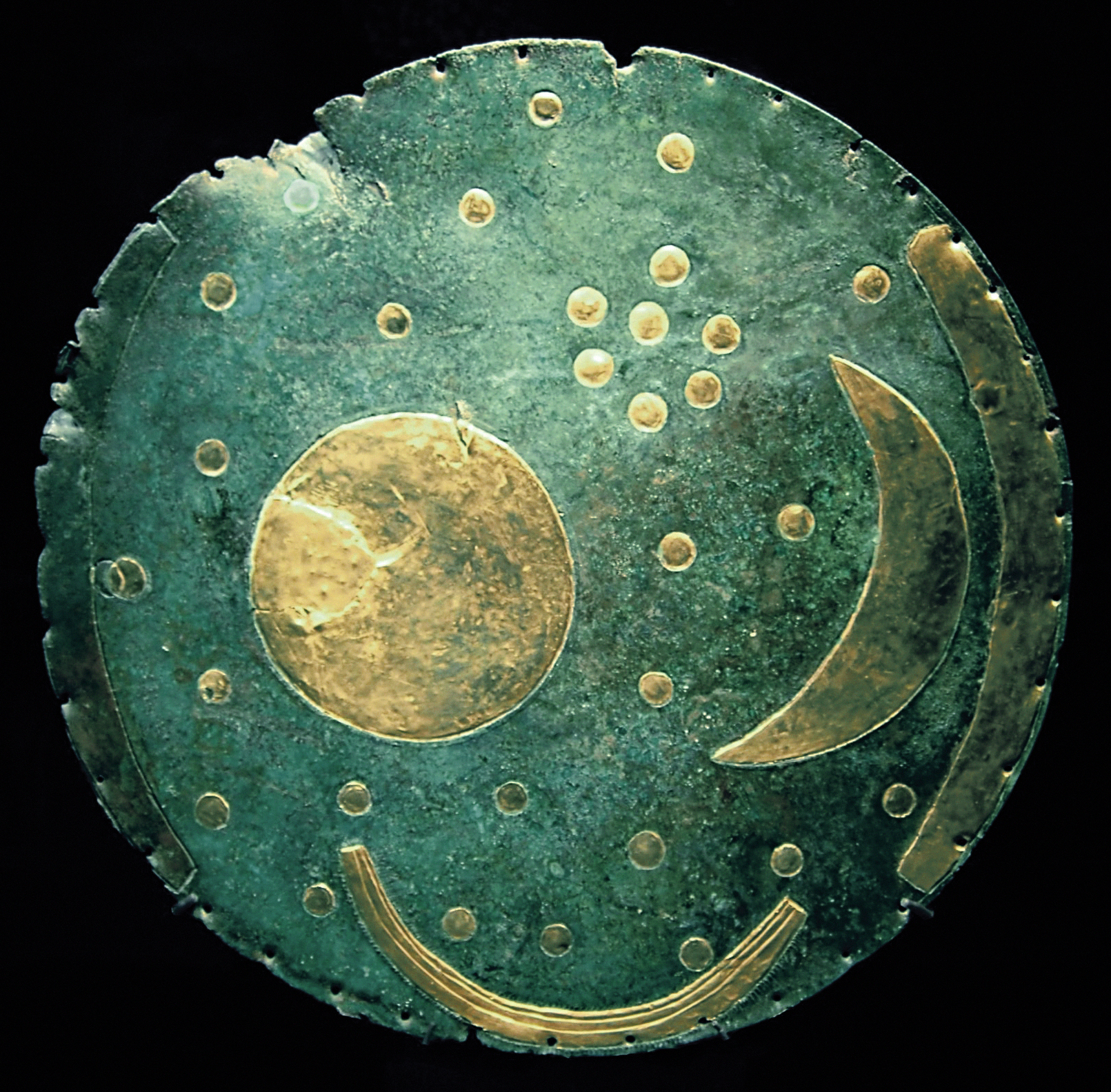
Disco de Nebra, Europa Central, II milenio a. C. Es la primera obra conocida en la que se representa una cosmovisión concreta y compleja.
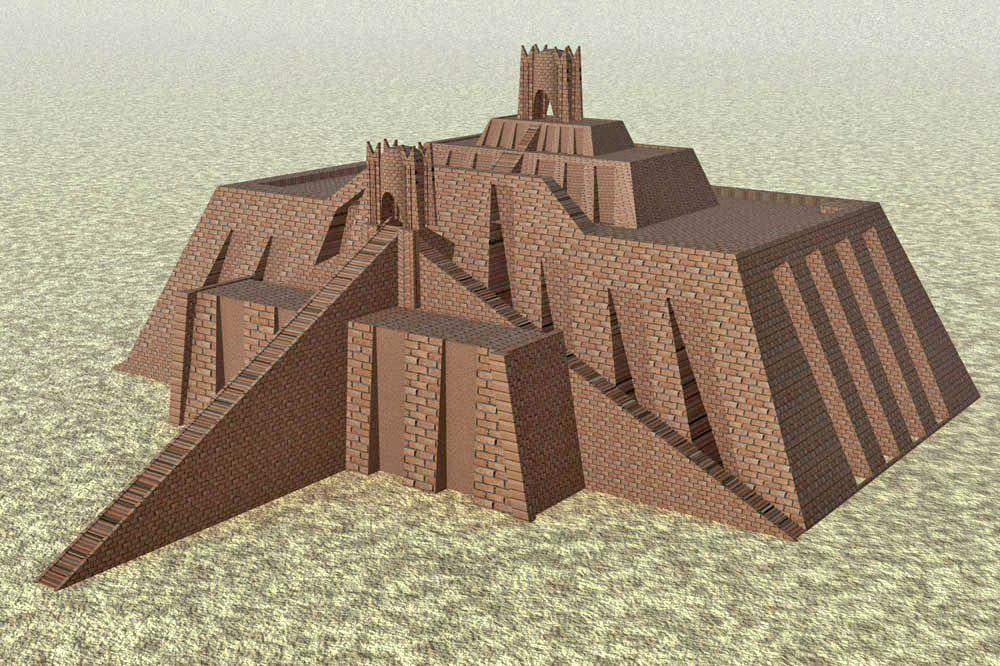
Zigurat de Ur. La posibilidad de que entre las funciones de los templos sumerios y babilónicos estuviera la observación astronómica es compatible con el desarrollo precoz de esa ciencia en esa civilización.
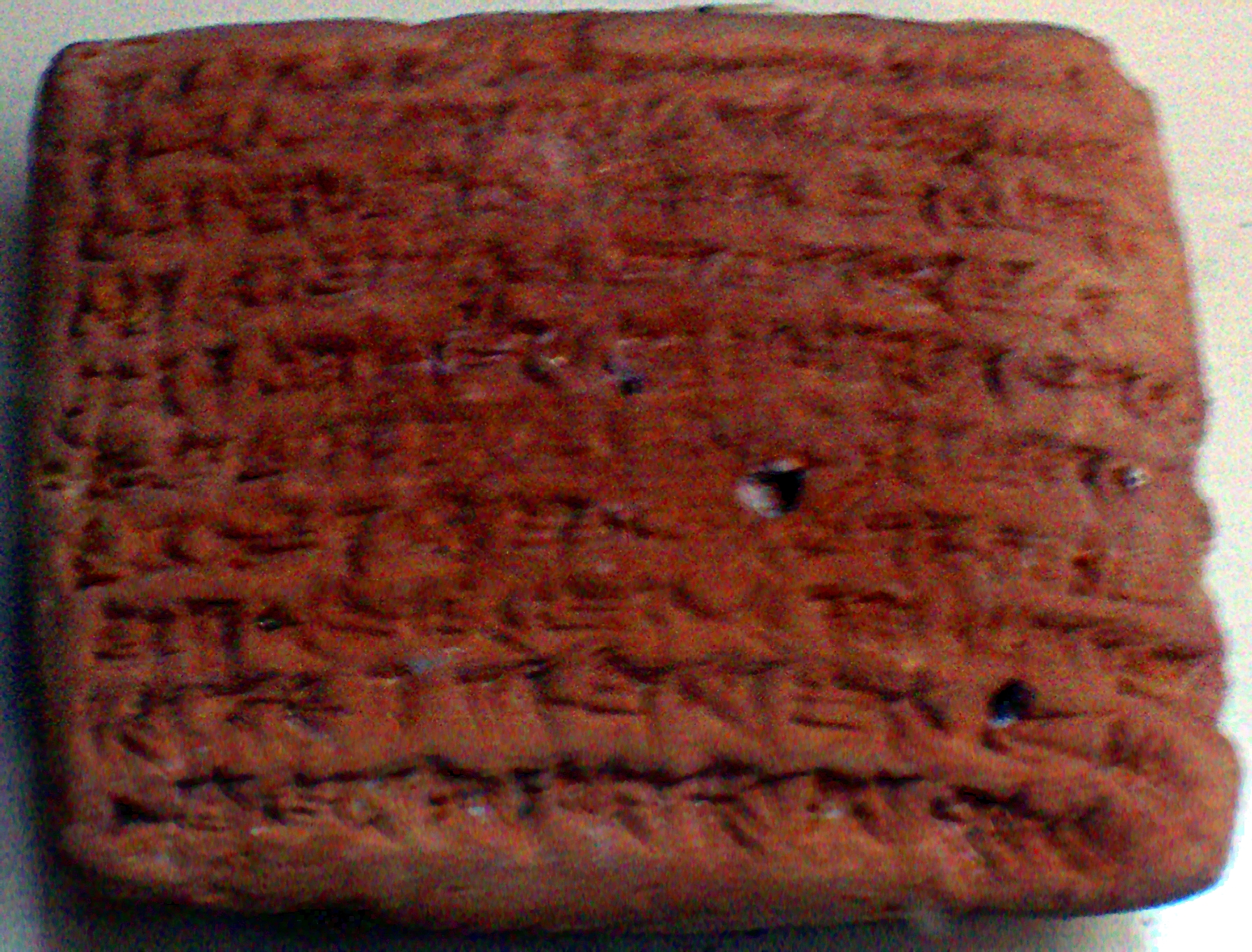
Tablilla de arcilla con escritura cuneiforme, empleada para el registro de datos astronómicos (492 a. C.)
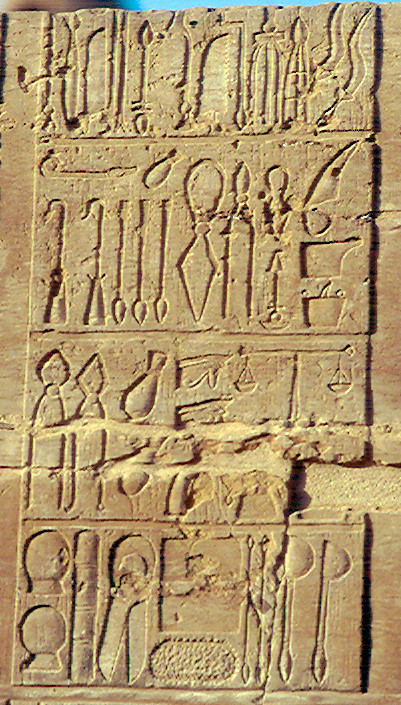
Representación de instrumental médico del antiguo Egipto.
Tornillo llamado "de Arquímedes", probablemente utilizado en Egipto desde épocas anteriores al científico griego, aunque el método más habitual para sacar agua del Nilo fue tradicionalmente el chaduf, una especie de palanca.
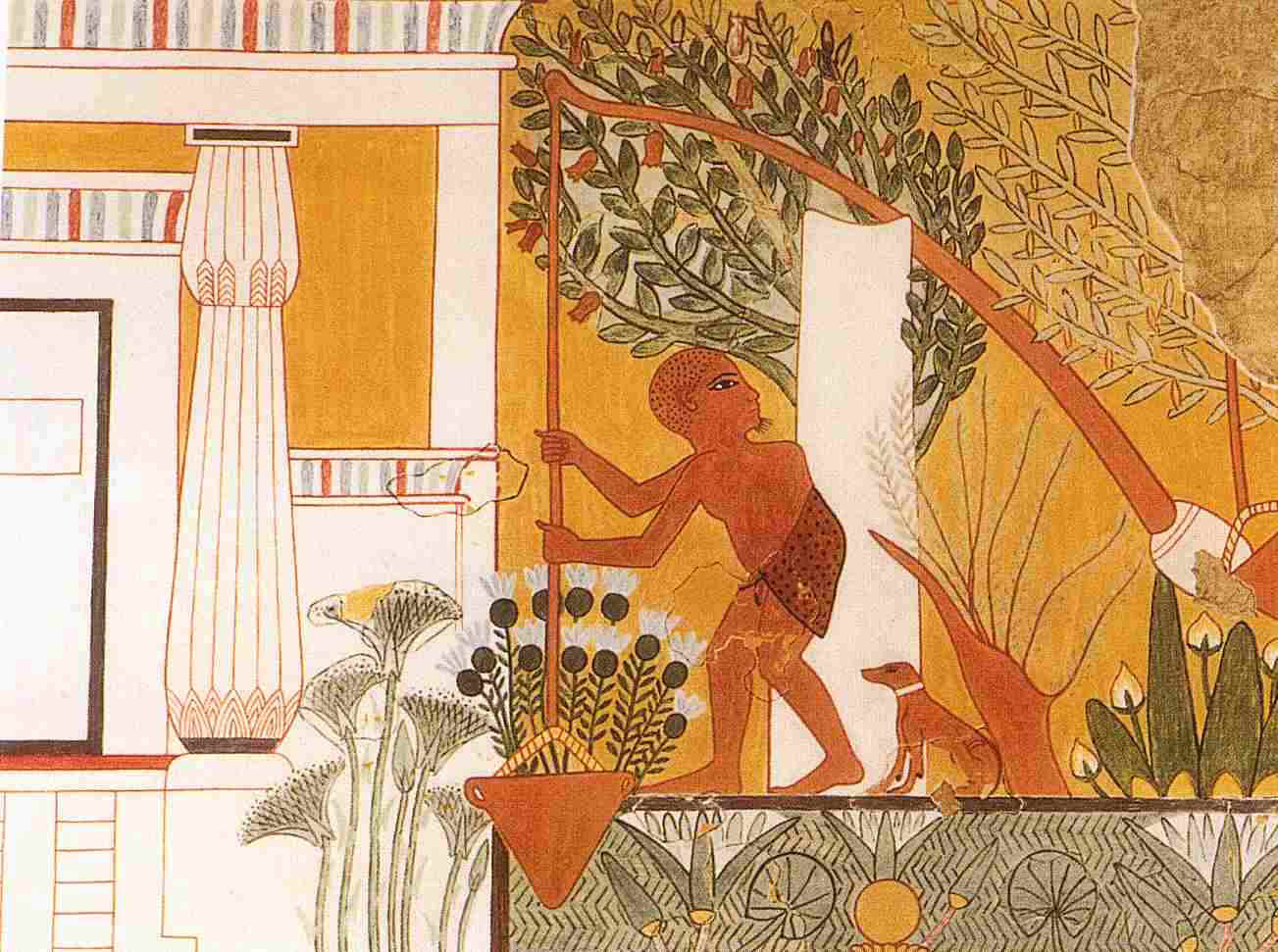
Chaduf representado en la tumba de Ipuy en Der-el-Medina.
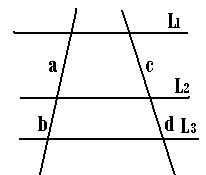
Teorema de Tales.
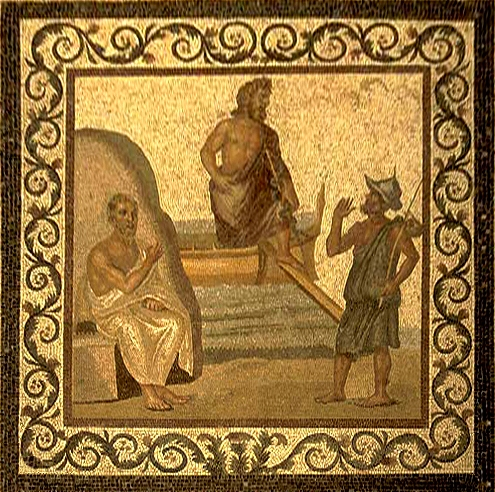
Hipócrates contemplando la llegada de Esculapio a Cos.
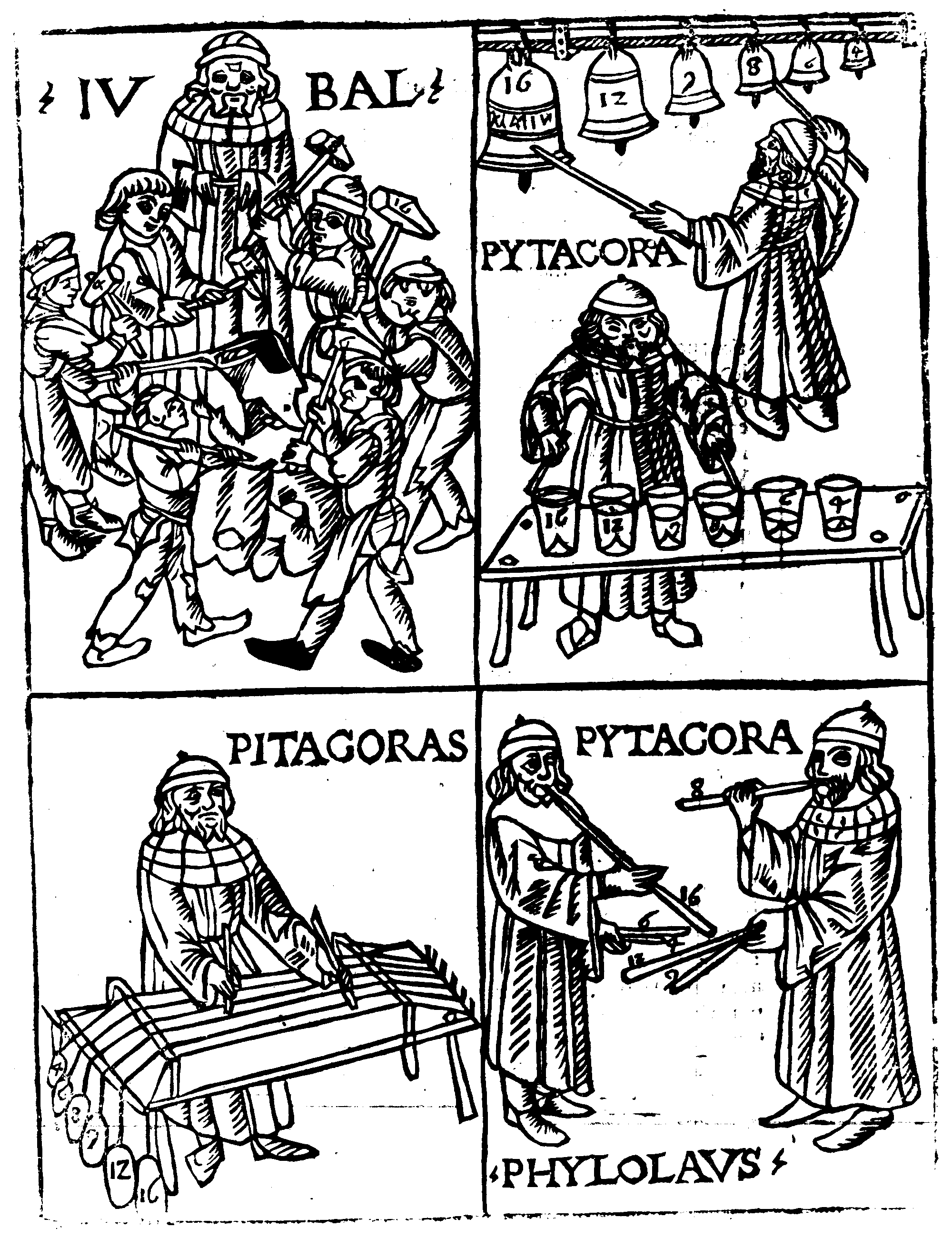
Experimentos matemático-musicales de Pitágoras.
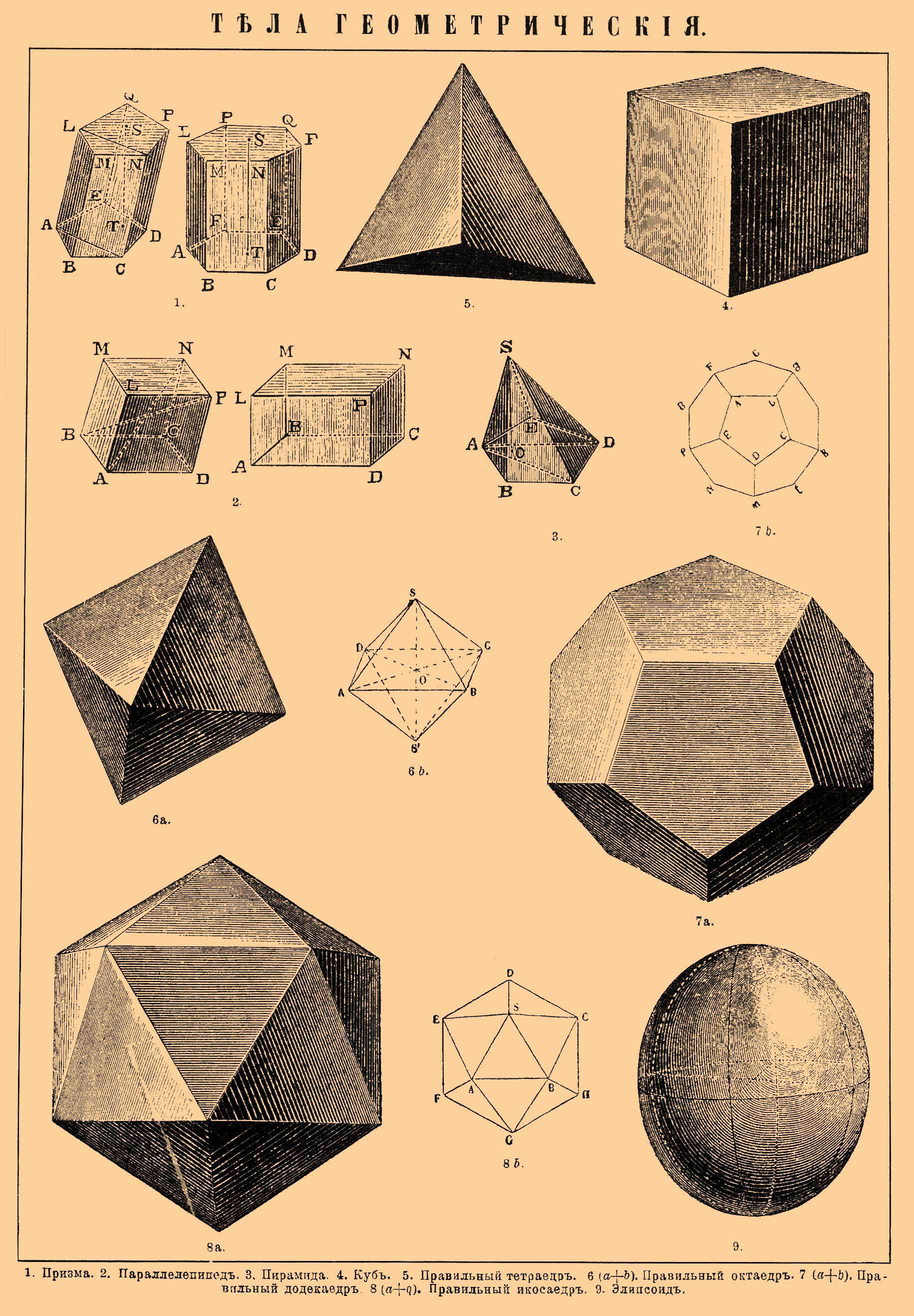
Sólidos platónicos.
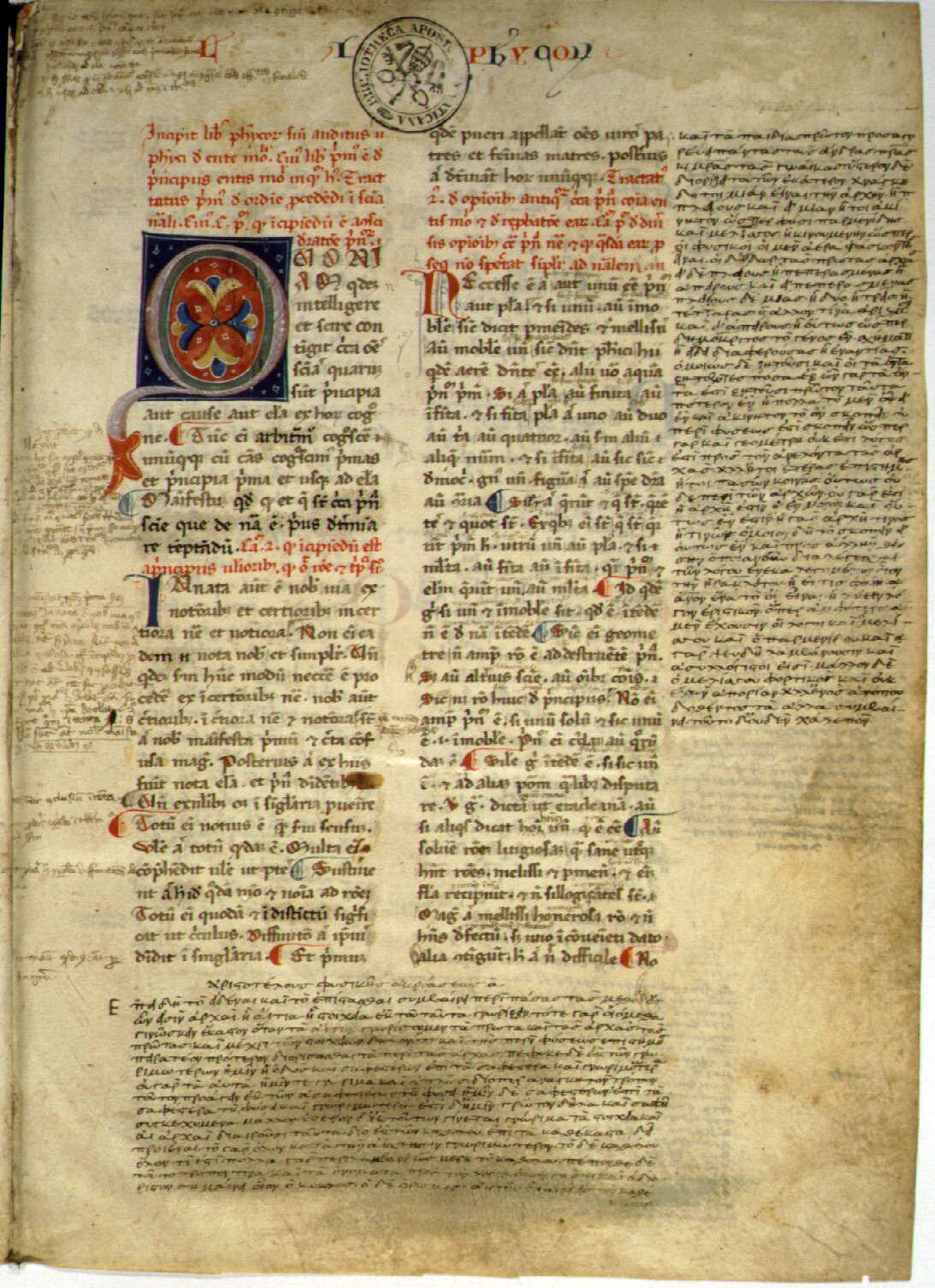
Manuscrito medieval latino de la Física, de Aristóteles.
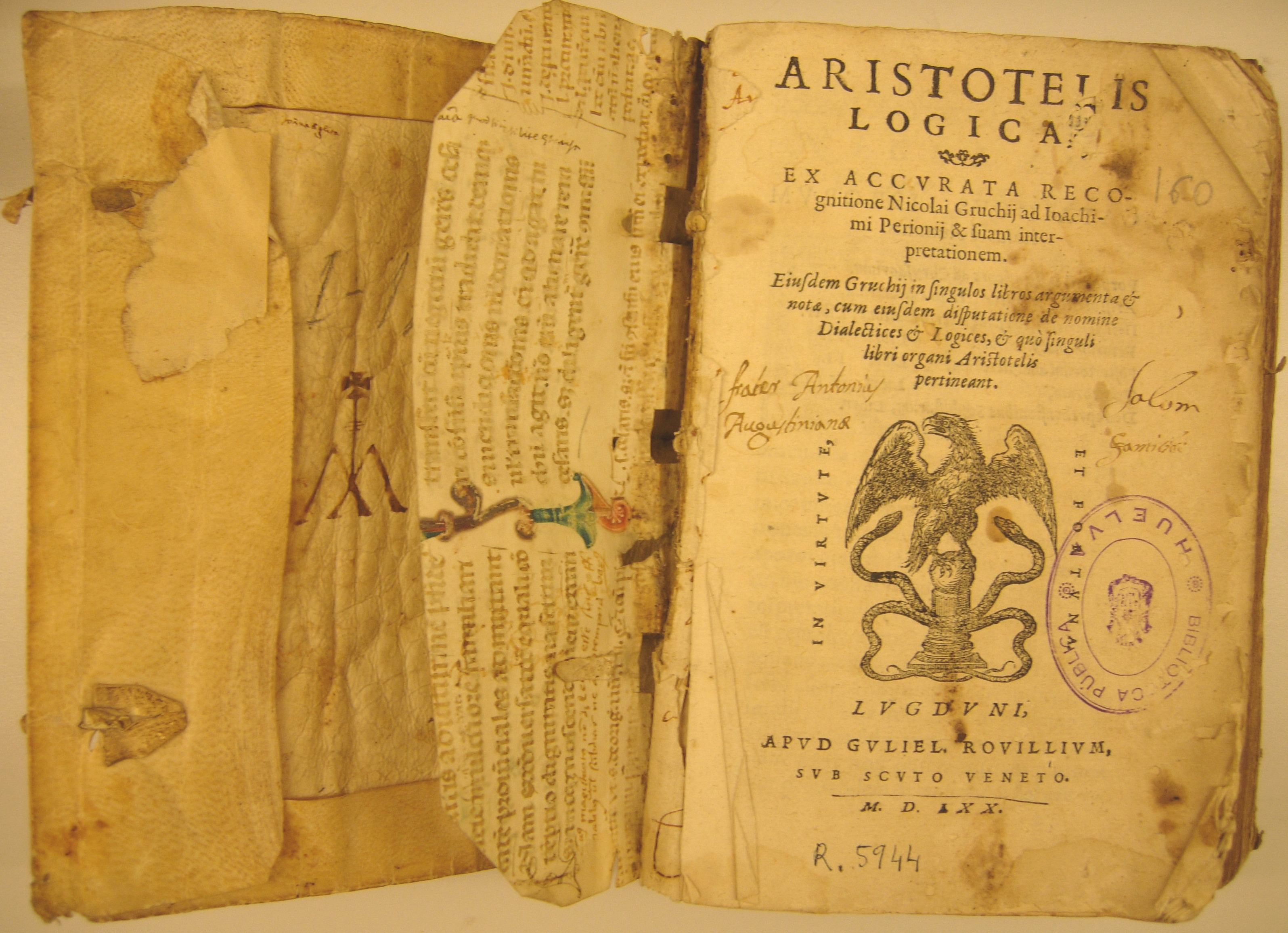
Edición moderna de la Lógica de Aristóteles.
Método de aproximación a π ("pi") utilizado por Arquímedes.
Mecanismo de Anticitera (150-100 a. C.)
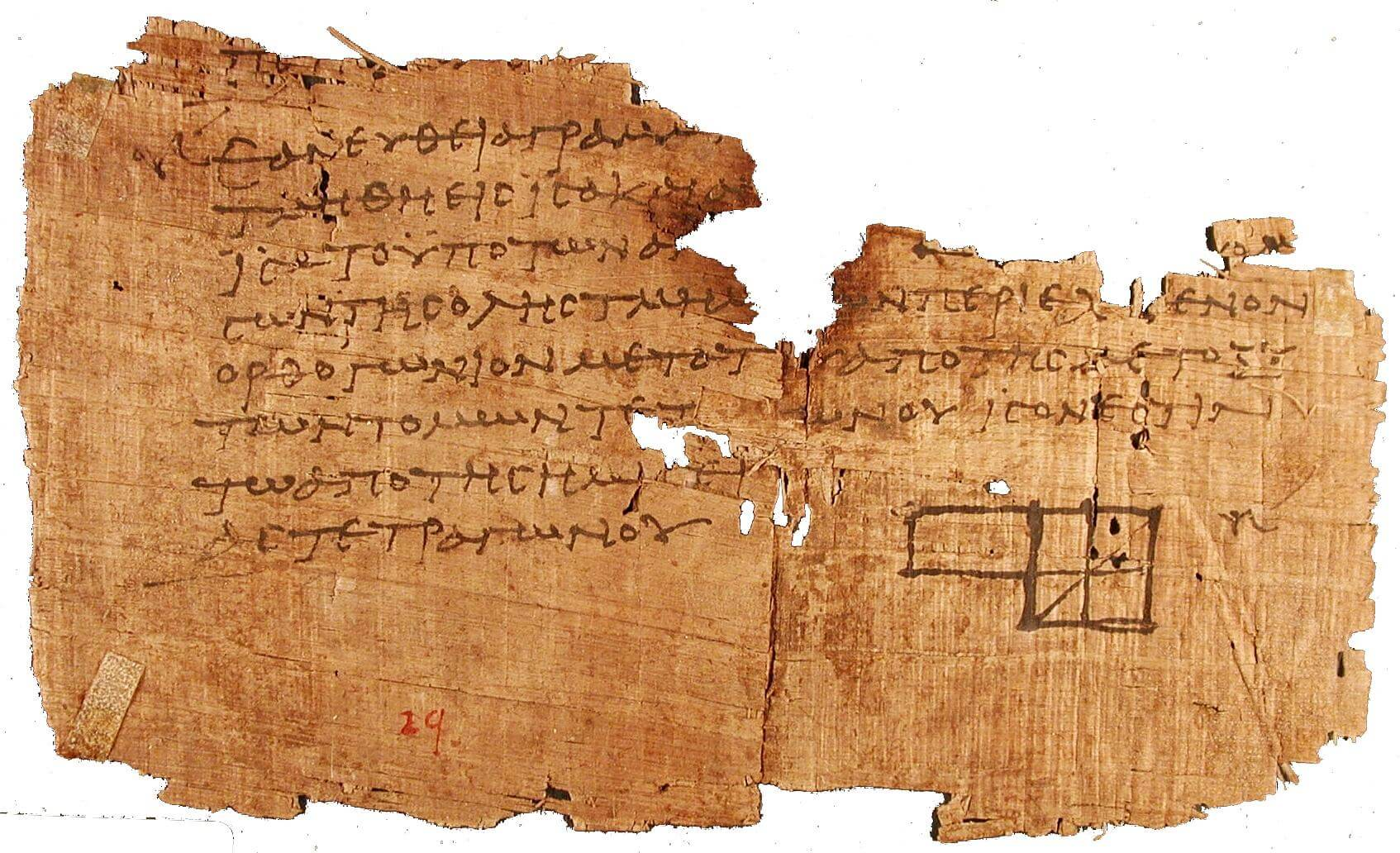
Uno de los más antiguos ejemplares de los Elementos de Euclides, hallado en Oxirrinco.
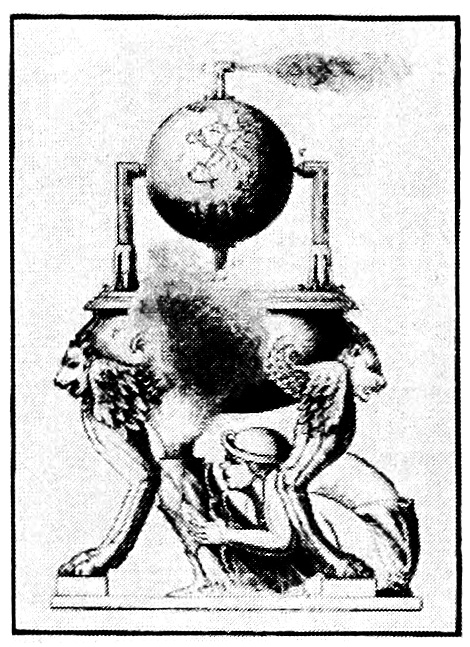
Reconstrucción del posible aspecto de la máquina de vapor de Herón de Alejandría.
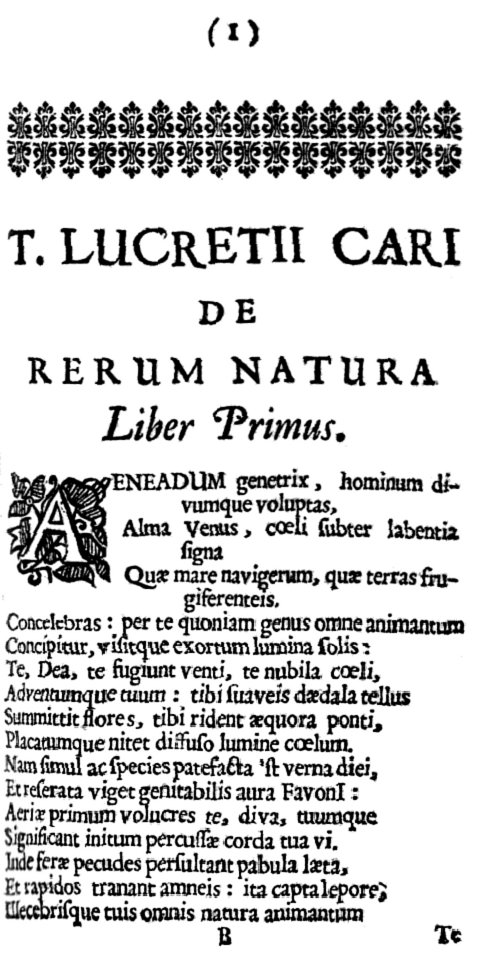
Edición moderna de De rerum natura de Lucrecio.
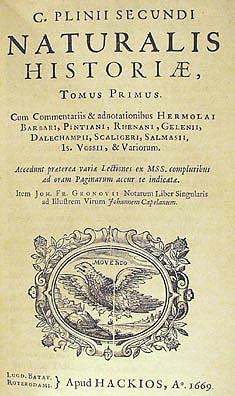
Edición moderna de Naturalis Historia, de Plinio el Viejo.
Pilar de hierro de Delhi, muestra de la sofisticada metalurgia de la India antigua.
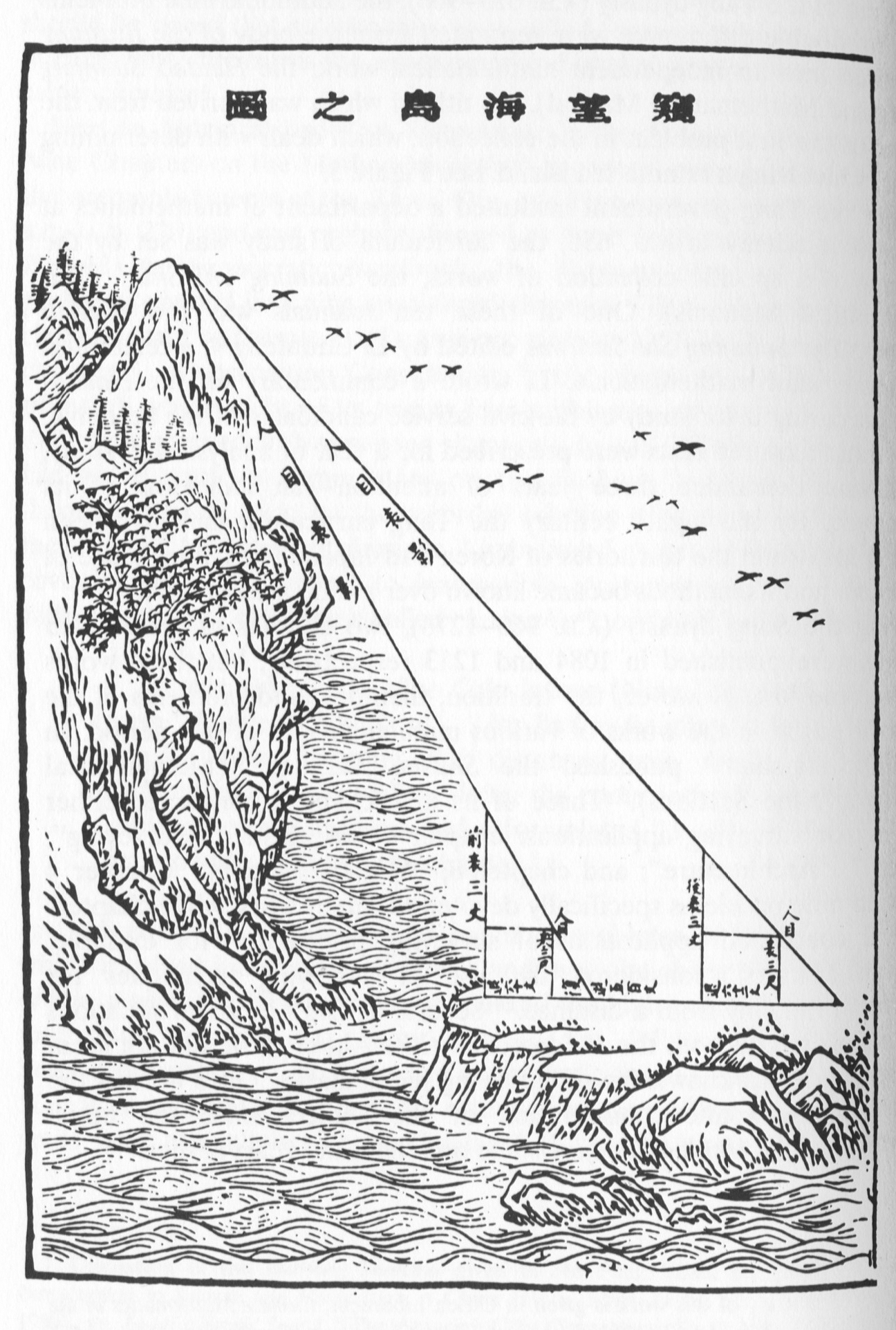
Medición de alturas por Liu Hui (ca. 220–280).